# Millionen Lichter
Millionen Lichter ist ein Pop-Lied der österreichischen Pop-/Rocksängerin Christina Stürmer und ihrer Band, das als erste Single ihres sechsten Studioalbums Ich hör auf mein Herz am 29. März 2013 vom Label Polydor veröffentlicht wurde. Das Lied war zuerst ab dem 1. April 2013 als Download erhältlich.

## Entstehung
Musik und Text des Titels stammen aus der Feder von Tobias Röger; produziert wurde es von Christian Neander und David Jürgens.

## Video
Der Dreh des Musikvideos für Millionen Lichter erfolgte in Kalifornien. Drehorte waren unter anderem der RG Club in Venice Beach, ein verlassenes Motel mitten in der Wüste bei Lancaster, die Hollywood Hills, Downtown L.A. und der Mulholland Drive. Der Videodreh wurde vom Regisseur Andreas Kiddes geleitet. In dem Jazzclub in Venice Beach wurde ein Konzert nachgestellt. In die Szenen wurden Menschen einbezogen, die sie vor Ort persönlich kennengelernt hatten. Neben anderen trat ein weitgereister, US-amerikanischer Fan und die weibliche Bedienung eines Restaurants im Video auf.

## Charterfolge und Auszeichnungen
In Österreich, der Heimat von Christina Stürmer, gelang nach Veröffentlichung der Sprung auf Platz 5 der Charts und es hielt sich in den Charts dreizehn Wochen. Das Lied erreichte in Deutschland in 33 Chartwochen nur den 23. Platz. In der Schweiz war die beste Platzierung in zwei Chartwochen Platz 61.
Die Single erhielt in Deutschland 2013 Gold und wurde mit dem Radio Regenbogen Award 2014 als Bester Song des Jahres 2013 ausgezeichnet.

### Chartplatzierungen
| ChartsChartplatzierungen | Höchstplatzierung | Wochen |
| ------------------------ | ----------------- | ------ |
| Deutschland (GfK)        | 23 (33 Wo.)       | 33     |
| Österreich (Ö3)          | 5 (13 Wo.)        | 13     |
| Schweiz (IFPI)           | 61 (2 Wo.)        | 2      |

## Cover
Auf dem Cover der CD sitzt Christina Stürmer mit einem ärmellosen, weißen Shirt, blauen Jeans und barfuß in dem wie mit Licht gezeichneten Logo des neuen Albums, einem Kopfhörer in Form eines Herzes.

## Veröffentlichungen
Millionen Lichter erschien als Single mit dem ergänzenden Stück Auf und davon und auf dem Album Ich hör auf mein Herz. Zudem erschien der Titel in stets gleicher Fassung auf diversen Kompilationen.
- 5 Zoll Single CD (2-Track) SGL-CD 1, 29. März 2013
  - A: Millionen Lichter (3:38)
  - B: Auf und davon (3:05)
- Ich hör auf mein Herz, Album-CD, 19. April 2013
- Bravo Hits 81, 26. April 2013
- The Dome Vol. 66, 7. Juni 2013
- Megahits – Sommer 2013, 14. Juni 2013
- Ö3 Greatest Hits Vol. 62, 14. Juni 2013
- Best Of 2013 – Sommerhits, 28. Juni 2013
- Die ultimative Chartshow – Die erfolgreichsten Sängerinnen des neuen Jahrtausends, 16. August 2013
- Life Radio: 50/50 Mix, Vol. 1

## Coverversionen
- 2015: Hartmut Engler, der Pur-Frontmann sang das Lied in der zweiten Staffel von Sing meinen Song – Das Tauschkonzert. Das Lied schaffte es auf den gleichnamigen Sampler.
- 2015: Adoro sang das Lied für ihr Album Lichtblicke.
- 2021: Kidz Bop Germany, das Musikprojekt veröffentlichte eine kinderfreundliche Version des Stücks auf ihrem Album Kidz Bop All-Time Greatest Hits am 26. März 2021